# Mitchell Ranges
Mitchell Ranges är en bergskedja i Australien. Den ligger i territoriet Northern Territory, omkring 510 kilometer öster om territoriets huvudstad Darwin.
I omgivningarna runt Mitchell Ranges växer huvudsakligen savannskog. Trakten runt Mitchell Ranges är nära nog obefolkad, med mindre än två invånare per kvadratkilometer. Genomsnittlig årsnederbörd är 1 384 millimeter. Den regnigaste månaden är januari, med i genomsnitt 330 mm nederbörd, och den torraste är augusti, med 1 mm nederbörd.